# Беатриса Ретельская
Беатриса Ретельская (ок. 1131— 30 марта 1185) — дочь Итье, графа Ретеля, и Беатрисы, дочери графа Намюра Жоффруа I, жена Рожера II, короля Сицилии.
Беатриса вышла замуж за Рожера в 1151 году. Через три года, 26 февраля 1154 года, Рожер умер. Их единственная дочь родилась уже после его смерти:
- Констанция Норманнская, жена императора Священной Римской империи Генриха VI

Вдовствующая королева пережила мужа на 31 год, не выходя более замуж. Её дочь Констанция стала править Сицилией с 25 декабря 1194 года.

## Ссылки

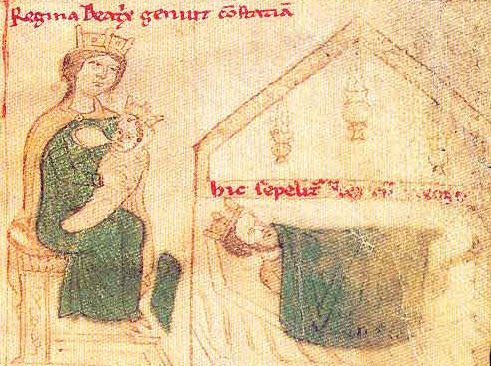
Беатриса Ретельская с новорождённой дочерью над гробом Рожера II (Пётр из Эболи)